# مانتيو (كارولاينا الشمالية)
مانتيو (بالإنجليزية: Manteo) هي مدينة أمريكية ومركز مقاطعة دير في كارولاينا الشمالية في الولايات المتحدة لأمريكية. وكان تعداد سكانها في عام 2000 1052 نسمة. ويبلغ مجموع مساحتها 1.8 ميل مربع.

## التركيبة السكانية
حدّد مكتب تعداد الولايات المتحدة بيانات التركيبة السكانية لمانتيو في تعداد الولايات المتحدة. في ما يلي، التركيبة السكانية حسب تعدادي 2000 و2010.

### تعداد عام 2000
بلغ عدد سكان مانتيو 1,052 نسمة بحسب تعداد عام 2000، وبلغ عدد الأسر 515 أسرة وعدد العائلات 288 عائلة مقيمة في البلدة. في حين سجلت الكثافة السكانية 207.9 نسمة لكل كيلومتر مربع (538.5/ميل2). وبلغ عدد الوحدات السكنية 924 وحدة بمتوسط كثافة قدره 182.6 لكل كيلومتر مربع (472.9/ميل2).
وتوزع التركيب العرقي للبلدة بنسبة 86.31% من البيض و10.08% من الأمريكيين الأفارقة و0.57% من الأمريكيين الأصليين و0.10% من الأمريكيين ذوي الأصول الآسيوية و1.43% من الأعراق الأخرى و1.52% من عرقين مختلطين أو أكثر و2.57% من الهسبانيون أو اللاتينيون من أي عرق.
بلغ عدد الأسر 515 أسرة كانت نسبة 25.4% منها لديها أطفال تحت سن الثامنة عشر تعيش معهم، وبلغت نسبة الأزواج القاطنين مع بعضهم البعض 38.8% من أصل المجموع الكلي للأسر، ونسبة 12.2% من الأسر كان لديها معيلات من الإناث دون وجود شريك،  بينما كانت نسبة 4.9% من الأسر لديها معيلون من الذكور دون وجود شريكة وكانت نسبة 44.1% من غير العائلات. تألفت نسبة 38.4% من أصل جميع الأسر من عدة أفراد يعيشون في نفس المنزل ونسبة 18.3% كانت تتألف من شخص يعيش بمفرده يبلغ من العمر 65 عاماً أو أكثر. وبلغ متوسط حجم الأسرة المعيشية 2.03، أما متوسط حجم العائلات فبلغ 2.64.
بلغ العمر الوسطي للسكان 41.2 عاماً. وكانت نسبة 19.8% من القاطنين تحت سن الثامنة عشر، وكانت نسبة 6.9% بين الثامنة عشر والرابعة والعشرين عاماً، ونسبة 28.6% كانت واقعةً في الفئة العمرية ما بين الخامسة والعشرين والرابعة والأربعين عاماً، ونسبة 26.7% كانت ما بين الخامسة والأربعين والرابعة والستين، ونسبة 17.2% كانت ضمن فئة الخامسة والستين عاماً فما فوق. يوجد لكل 100 أنثى 87.8 ذكر، ويوجد لكل 100 أنثى في الثامنة عشر من عمرها فما فوق 85.4 ذكر.
بلغ متوسط دخل الأسرة في البلدة 29,803 دولارًا، أما متوسط دخل العائلة فبلغ 40,139 دولارًا. وكان متوسط دخل الذكور 30,625 دولارًا مقابل 20,833 دولارًا للإناث. وسجل دخل الفرد الخاص بالبلدة 20,222 دولارًا. وكانت نسبة 18.2% من العائلات ونسبة 19.4% من السكان تحت خط الفقر، وكان من هؤلاء نسبة 29.7% تحت سن الثامنة عشر ونسبة 10.9% في الخامسة والستين من العمر وما فوق.

### تعداد عام 2010
بلغ عدد سكان مانتيو 1,434 نسمة بحسب تعداد عام 2010، وبلغ عدد الأسر 681 أسرة وعدد العائلات 373 عائلة مقيمة في البلدة. في حين سجلت الكثافة السكانية 283.4 نسمة لكل كيلومتر مربع (734.0/ميل2). وبلغ عدد الوحدات السكنية 1,353 وحدة بمتوسط كثافة قدره 267.4 لكل كيلومتر مربع (692.6/ميل2).
وتوزع التركيب العرقي للبلدة بنسبة 84.73% من البيض و8.44% من الأمريكيين الأفارقة و0.84% من الأمريكيين الأصليين و0.35% من الأمريكيين ذوي الأصول الآسيوية و2.65% من الأعراق الأخرى و3% من عرقين مختلطين أو أكثر و9% من الهسبانيون أو اللاتينيون من أي عرق.
بلغ عدد الأسر 681 أسرة كانت نسبة 27.2% منها لديها أطفال تحت سن الثامنة عشر تعيش معهم، وبلغت نسبة الأزواج القاطنين مع بعضهم البعض 38.8% من أصل المجموع الكلي للأسر، ونسبة 12.5% من الأسر كان لديها معيلات من الإناث دون وجود شريك،  بينما كانت نسبة 3.5% من الأسر لديها معيلون من الذكور دون وجود شريكة وكانت نسبة 45.2% من غير العائلات. تألفت نسبة 39.1% من أصل جميع الأسر من عدة أفراد يعيشون في نفس المنزل ونسبة 14.7% كانت تتألف من شخص يعيش بمفرده يبلغ من العمر 65 عاماً أو أكثر. وبلغ متوسط حجم الأسرة المعيشية 2.11، أما متوسط حجم العائلات فبلغ 2.77.
بلغ العمر الوسطي للسكان 42.8 عاماً. وكانت نسبة 20.9% من القاطنين تحت سن الثامنة عشر، وكانت نسبة 6.1% بين الثامنة عشر والرابعة والعشرين عاماً، ونسبة 25.7% كانت واقعةً في الفئة العمرية ما بين الخامسة والعشرين والرابعة والأربعين عاماً، ونسبة 30.3% كانت ما بين الخامسة والأربعين والرابعة والستين، ونسبة 17% كانت ضمن فئة الخامسة والستين عاماً فما فوق. وتوزع التركيب الجنسي للسكان بنسبة 45.4% ذكور و54.6% إناث.

## المناخ
يظهر الجدول التالي التغييرات المناخية على مدار السنة لمانتيو:
| البيانات المناخية لـمانتيو          | البيانات المناخية لـمانتيو | البيانات المناخية لـمانتيو | البيانات المناخية لـمانتيو | البيانات المناخية لـمانتيو | البيانات المناخية لـمانتيو | البيانات المناخية لـمانتيو | البيانات المناخية لـمانتيو | البيانات المناخية لـمانتيو | البيانات المناخية لـمانتيو | البيانات المناخية لـمانتيو | البيانات المناخية لـمانتيو | البيانات المناخية لـمانتيو | البيانات المناخية لـمانتيو |
| الشهر                               | يناير                      | فبراير                     | مارس                       | أبريل                      | مايو                       | يونيو                      | يوليو                      | أغسطس                      | سبتمبر                     | أكتوبر                     | نوفمبر                     | ديسمبر                     | المعدل السنوي              |
| ----------------------------------- | -------------------------- | -------------------------- | -------------------------- | -------------------------- | -------------------------- | -------------------------- | -------------------------- | -------------------------- | -------------------------- | -------------------------- | -------------------------- | -------------------------- | -------------------------- |
| الدرجة القصوى °ف (°م)               | 77 (25)                    | 81 (27)                    | 87 (31)                    | 93 (34)                    | 95 (35)                    | 101 (38)                   | 101 (38)                   | 101 (38)                   | 96 (36)                    | 93 (34)                    | 84 (29)                    | 81 (27)                    | 101 (38)                   |
| الحد الأقصى المتوسط °ف (°م)         | 68 (20)                    | 69 (21)                    | 76 (24)                    | 82 (28)                    | 88 (31)                    | 93 (34)                    | 96 (36)                    | 95 (35)                    | 89 (32)                    | 83 (28)                    | 76 (24)                    | 70 (21)                    | 97 (36)                    |
| متوسط درجة الحرارة الكبرى °ف (°م)   | 51.7 (10.9)                | 54.2 (12.3)                | 60.2 (15.7)                | 69.3 (20.7)                | 76.9 (24.9)                | 83.9 (28.8)                | 87.5 (30.8)                | 86.2 (30.1)                | 80.8 (27.1)                | 72.3 (22.4)                | 64.1 (17.8)                | 55.8 (13.2)                | 70.2 (21.2)                |
| المتوسط اليومي °ف (°م)              | 43.9 (6.6)                 | 45.9 (7.7)                 | 51.4 (10.8)                | 60.4 (15.8)                | 68.1 (20.1)                | 76.4 (24.7)                | 80.3 (26.8)                | 79.1 (26.2)                | 74.2 (23.4)                | 65.0 (18.3)                | 56.4 (13.6)                | 48.0 (8.9)                 | 62.4 (16.9)                |
| متوسط درجة الحرارة الصغرى °ف (°م)   | 36.0 (2.2)                 | 37.6 (3.1)                 | 42.6 (5.9)                 | 51.6 (10.9)                | 59.3 (15.2)                | 68.9 (20.5)                | 73.1 (22.8)                | 72.1 (22.3)                | 67.6 (19.8)                | 57.6 (14.2)                | 48.7 (9.3)                 | 40.1 (4.5)                 | 54.6 (12.6)                |
| الحد الأدنى المتوسط °ف (°م)         | 21 (−6)                    | 24 (−4)                    | 28 (−2)                    | 37 (3)                     | 46 (8)                     | 56 (13)                    | 63 (17)                    | 62 (17)                    | 57 (14)                    | 44 (7)                     | 34 (1)                     | 27 (−3)                    | 19 (−7)                    |
| أدنى درجة حرارة °ف (°م)             | −2 (−19)                   | 10 (−12)                   | 10 (−12)                   | 23 (−5)                    | 34 (1)                     | 44 (7)                     | 45 (7)                     | 54 (12)                    | 46 (8)                     | 34 (1)                     | 25 (−4)                    | 16 (−9)                    | −2 (−19)                   |
| الهطول إنش (مم)                     | 4.13 (105)                 | 3.05 (77)                  | 4.31 (109)                 | 3.13 (80)                  | 3.92 (100)                 | 5.01 (127)                 | 5.18 (132)                 | 5.69 (145)                 | 4.64 (118)                 | 3.44 (87)                  | 3.48 (88)                  | 3.99 (101)                 | 49.97 (1٬269)              |
| متوسط تساقط الثلوج إنش (سم)         | 0.5 (1.3)                  | 0.3 (0.76)                 | 0.0 (0.0)                  | 0.0 (0.0)                  | 0.0 (0.0)                  | 0.0 (0.0)                  | 0.0 (0.0)                  | 0.0 (0.0)                  | 0.0 (0.0)                  | 0.0 (0.0)                  | 0.0 (0.0)                  | —                          | 0.8 (2.0)                  |
| متوسط أيام هطول الأمطار (≥ 0.01 in) | 9.2                        | 8.3                        | 8.9                        | 7.6                        | 7.7                        | 7.6                        | 9.7                        | 9.3                        | 6.6                        | 5.9                        | 7.2                        | 7.5                        | 95.5                       |
| متوسط الأيام المثلجة (≥ 0.1 in)     | 0.2                        | 0.2                        | 0.0                        | 0.0                        | 0.0                        | 0.0                        | 0.0                        | 0.0                        | 0.0                        | 0.0                        | 0.0                        | 0.1                        | 0.5                        |
| المصدر: NOAA                        |                            |                            |                            |                            |                            |                            |                            |                            |                            |                            |                            |                            |                            |